# Paul Nabil El-Sayah
Paul Nabil El-Sayah (árabe بول نبيل الصياح; em Ain El-Kharroubé, Líbano, 26 de dezembro de 1939) é um ministro da Igreja Maronita e Bispo da Cúria do Patriarcado de Antioquia.
Paul Nabil El-Sayah recebeu o Sacramento da Ordem em 3 de setembro de 1967.
Em 8 de junho de 1996, El-Sayah foi nomeado Arcebispo do Arcebispo de Haifa e da Terra Santa no norte da Galiléia de Israel e Exarca Patriarcal de Jerusalém e Palestina e Exarca Patriarcal da Jordânia pelo Sínodo Maronita e confirmado pelo Papa João Paulo II. Foi ordenado bispo em 5 de outubro de 1996 pelo cardeal Nasrallah Boutros Sfeir, patriarca maronita de Antioquia e de todo o Oriente; Os co-consagradores foram Boutros Gemayel, Arcebispo da Arquiparquia de Chipre, e Roland Aboujaoudé, Bispo Auxiliar de Antioquia.
Paul Nabil El-Sayah pediu uma coexistência mais consensual das denominações cristãs na Terra Santa.
Em 2010 foi-lhe confiada a Visita Apostólica da Ordem Maronita da Bem-Aventurada Virgem Maria OMM.
Em 6 de junho de 2011, Paul Nabil El-Sayah foi eleito Bispo da Cúria no Patriarcado do Líbano pelo Sínodo Maronita presidido pelo Patriarca Béchara Pierre Raï OMM. Papa Bento XVI deu a El-Sayah o título pessoal de Arcebispo para seu novo cargo.